# Коляда, Михаил Сергеевич
Михаи́л Серге́евич Коляда́ (род. 18 февраля 1995 года, Санкт-Петербург, Россия) — российский фигурист, выступающий в одиночном катании. Серебряный призёр Олимпийских игр 2018 в командном соревновании. Бронзовый призёр чемпионата мира (2018), двукратный бронзовый призёр чемпионата Европы (2017, 2018), бронзовый призёр финала Гран-при (2017), трехкратный чемпион России (2017, 2018, 2021) и трёхкратный вице-чемпион России (2016, 2019, 2022), серебряный призёр (2017) и победитель (2021) мирового командного чемпионата, чемпион России среди юниоров (2013). Заслуженный мастер спорта России.

## Биография
Михаил Коляда родился в Санкт-Петербурге в феврале 1995 года. С пяти лет начал заниматься фигурным катанием, его первым тренером стала Валентина Чеботарёва. В 2020 году Коляда перешёл в группу к Алексею Мишину. 19 июля 2019 года вступил в брак с Дарьей Беклемищевой, российско-венгерской фигуристкой, выступавшей в парном катании.

### До Олимпийских игр
В 2013 году он выиграл первенство России среди юниоров и выступал на национальном чемпионате в Сочи. Получил право выступить на юниорском чемпионате мира в Милане, где был лучшим из европейских фигуристов-одиночников.
В олимпийский сезон он был неплохо подготовлен и уверенно выступал на чемпионате России и после короткой программы шёл на 6-м месте, но в произвольной был вынужден прекратить соревнования из-за сломавшегося крючка для шнуровки коньков. В следующем сезоне Михаила вновь постигла неудача. В ноябре 2014 года он был заявлен на этап серии Гран-при, однако в августе получил тяжёлую травму на тренировке. После обследования врачи диагностировали перелом лодыжки. Лишь в конце марта он выступил на турнире в Валь-Гардене, который выиграл.
Новый сезон Михаил начал в Братиславе на Мемориале Непелы и лидировал после короткой программы. Однако, ему не хватило опыта, и по сумме баллов Михаил стал вторым. В ноябре он заменил закончившего карьеру Артура Гачинского на этапе серии Гран-при в Москве. Его выступление на этом турнире получилось достаточно удачным. Михаил оказался в середине таблицы и улучшил свои достижения в сумме и произвольной программе. В конце декабря на национальном чемпионате Михаил уверенно занял второе место, успешно отобравшись на Чемпионаты Европы и Мира.
Допустив на чемпионате Европы в Словакии одно падение и ошибку на прыжках, после короткой программы занимал лишь 9 место. Но 3 место за произвольную программу переместило его на 5 строчку в общем зачёте среди мужчин-одиночников. На чемпионате мира, проходившем в американском городе Бостон, сенсационно занял 4-е место. При этом он превзошёл все свои прежние спортивные достижения.
Новый сезон 2016/17 для Михаила начался не очень удачно. По рекомендации Федерации фигурного катания России была оставлена старая короткая программа. Основной задачей сезона стало стабильное исполнение второго четверного прыжка в произвольной программе. Первым стартом стал II этап Кубка Санкт-Петербурга, где Михаил занял первое место, несмотря на ошибки в прыжках. На следующем турнире Finlandia Trophy, к которому Михаил также не был полностью готов, он занял лишь четвёртое место, не сумев чисто выполнить новый элемент — четверной сальхов. В начале ноября Михаил выступал на домашнем этапе Гран-при в Москве, где остановился в шаге от пьедестала, при этом он улучшил своё прежнее достижение в короткой программе. В конце ноября российский фигурист принял участие в этапе Гран-При: NHK Trophy, где стал лишь пятым. На этом турнире Михаил первым из российских мужчин-одиночников попытался исполнить сложнейший из прыжков — четверной лутц на международных соревнованиях, но допустил недокрут в четверть оборота и падение.
В конце декабря на национальном чемпионате Михаил впервые стал чемпионом России. В конце января российский одиночник выступал в Остраве на европейском чемпионате и впервые занял призовое место. В конце марта он выступил на мировом чемпионате в Хельсинки, где фигуристу удалось занять место в восьмёрке лучших одиночников мира. При этом он завоевал для своей страны два места на предстоящей Олимпиаде в Южной Корее. Через три недели после этого фигурист был отправлен на командный чемпионат мира, где выступил очень прилично. В свою копилку он добавил серебряную медаль командного чемпионата и улучшил все свои прежние спортивные достижения.

### Олимпийский сезон
Новый олимпийский сезон российский фигурист начал в Братиславе, где на турнире Мемориал Ондрея Непелы, он финишировал с золотой медалью. В начале октября принял участие в Эспоо, на Трофее Финляндии, где финишировал рядом с пьедесталом. Через три недели он выступил в серии Гран-при на домашнем этапе, где улучшил своё прежнее достижение в произвольной программе и финишировал с бронзой. Через две недели фигурист выступил на китайском этапе серии Гран-при в Пекине, где в сложной борьбе финишировал победителем. При этом ему удалось улучшить своё прежнее достижение в короткой программе. Это позволило ему пройти в финал Гран-при. На самом Финале в Нагое спортсмен выступил удачно и занял третье место. Ему удалось также улучшить своё прежнее достижение в сумме.
На национальном чемпионате в середине декабря в Санкт-Петербурге Михаил выступал уверенно и удачно и во второй раз стал чемпионом. В Москве на Чемпионате Европы Михаил Коляда завоевал бронзовую медаль — это второй его пьедестал на континентальном первенстве.
В начале февраля, ещё до открытия Олимпийских игр в Южной Корее, Михаил начал соревнования в командном турнире. В Командном турнире Михаил неудачно выступил в короткой программе, финишировал только восьмым. В произвольной программе был вторым. Михаил в составе команды атлетов-олимпийцев из России завоевал серебряную медаль в командных соревнованиях. В середине февраля в Корее на личном турнире Олимпийских игр российский одиночник выступил не без ошибок и замкнул восьмёрку лучших фигуристов.
На чемпионате мира в Милане Михаил блестяще выступил в короткой программе (100,08 баллов) и менее удачно в произвольной. По итогам чемпионата мира Михаил занял 3 место и завоевал бронзовую медаль.

### Сезон 2018—2019
По окончании олимпийского сезона фигурист продолжил свои выступления. Сезон начался неудачными выступлениями на этапах Гран-При. На Чемпионат России 2019 Михаил поехал прямиком из больницы после обострения синусита. Болезнь не позволила выступить в полную силу, но фигурист смог отобраться на следующие старты и стал вице-чемпионом России того года.
На Чемпионате Европы 2019 после короткой программы Михаил лидировал, обходя семикратного чемпиона Европы Хавьера Фернандеса, но неудачная произвольная программа отбросила спортсмена лишь на пятое итоговое место. На Чемпионате мира 2019 спортсмен финишировал шестым — лучший результат среди россиян.

### Сезон 2019—2020
Михаил готовился к началу сезона, но единственные выступления на прокатах сборной оказались неудачными. В конце сентября 2019 года тренер фигуриста Валентина Чеботарёва заявила, что он пропустит первую часть сезона из-за проведения операции по лечению синусита. Приступить к тренировкам Михаил смог только уже в 2020 году.

### Сезон 2020—2021
Летом 2020 года Михаил перешёл тренироваться в группу к Алексею Николаевичу Мишину. После пропущенного сезона первым стартом для Михаила стал третий этап Кубка России, где он взял золото, обойдя своих соотечественников. Это позволило ему отобраться на один из главных стартов сезона — Чемпионат России. После этого Михаил Коляда одержал победу на турнире в Минске. В ноябре состоялся первый международный старт для спортсмена за последние полтора года — этап Гран-При Rostelecom Cup, где Михаил вновь финишировал первым. До Чемпионата России 2021 планировался ещё один старт, однако Михаил был вынужден его пропустить из-за болезни.
На Чемпионате России Михаил выступил успешно, что позволило ему взять третий для себя титул чемпиона России. Отрыв от второго места составил более 30 баллов. Победа дала спортсмену путёвку на Чемпионат мира 2021.
Также Михаил выступил на Кубке Первого канала. Его команда заняла второе место, в произвольной программе Михаил прыгнул три четверных прыжка, однако совершил степ-аут на четверном сальхове, затем исполнил два чистых четверных тулупа, один из которых в каскаде с тройным. Следом шёл турнир в Голландии, где фигурист снова одержал победу.
Выступления на Чемпионате мира в Стокгольме не были идеальными, Михаил занял итоговое пятое место, но этот результат, с учётом выступления одногруппника Евгения Семененко, позволил вернуть три квоты для мужчин на следующий чемпионат мира и на предстоящие Олимпийские игры.
Михаил Коляда выиграл золотые медали всех турниров, где участвовал в этом сезоне, за исключением Чемпионата Мира. Кроме того, он вошёл в состав сборной на Командный чемпионат мира 2021, где в произвольной программе занял третье место, получил за прокат 180.72 балла, улучшив свой результат в сезоне.Сборная России впервые в истории выиграла командный чемпионат мира.

### Сезон 2021—2022
Олимпийский сезон начался с выбора программ. На контрольных прокатах в Челябинске Михаил катал короткую программу под композицию «Памяти Карузо», но уже в октябре на международном турнире серии «Челленджер» Finlandia Trophy представил программу под музыку Чайковского из балета «Щелкунчик», которую поставил Илья Авербух. Чистого проката в короткой программе у фигуриста не получилось. Михаил прыгнул тройной сальхов, упал с четверного тулупа и не смог прикрепить к нему второй прыжок, в результате чего остался без каскада, исполнил тройной аксель и по результатам короткой программы стал третьим, набрав 82.75 балла. В произвольной программе на музыку к «Списку Шиндлера» Коляда исполнил три четверных прыжка, по результатам двух программ завоевал серебряную медаль турнира, получив за произвольный прокат 174.23 балла и 256.98 за обе программы.
В ноябре Михаил Коляда завоевал серебряную медаль третьего этапа серии Гран-при Gran Premio d’Italia. В короткой программе исполнил каскад четверной сальхов-тройной тулуп, упал с четверного тулупа из-за недокрута, но выполнил тройной аксель, занимал промежуточное четвёртое место с 92.30 баллами. В произвольной программе фигурист заявил три четверных прыжка: сольный четверной сальхов, четверной тулуп в каскаде с тройным тулупом и сольный четверной тулуп, идеально исполнил каскад и допустил ошибки при исполнении сольных . Непрыжковые элементы судьи оценили на четвёртый уровень сложности, и поставили за прокат 181.25 балла. По результатам произвольной программы Михаил Коляда расположился на второй строчке турнирной таблицы, и получил серебряную медаль турнира с результатом 273.55 балла, уступив только Юма Кагияма из Японии, поднявшемуся на верхнюю позицию после седьмого места в короткой программе.
В декабре выступил на чемпионате России, где завоевал серебряную медаль. В короткой программе исполнил каскад четверной сальхов — тройной тулуп, четверной тулуп и сделал бабочку на тройном акселе и с результатом 94,26 балла занимал промежуточное пятое место. В произвольной программе выполнил программу без падений, но прыгнул тройной тулуп вместо заявленного четверного, а также исполнил лишь двойной сальхов в конце программы и получил 189,44 балла. По сумме баллов за обе программы получил 283,70 балла, занял первое место по произвольной программе и став вторым в общем зачёте, уступив Марку Кондратюку 0,67 балла.
В январе должен был выступать на чемпионате Европы, но снялся из-за травмы, его заменил Андрей Мозалёв.
По решению Федерации фигурного катания на коньках России Михаил Коляда вошёл в состав сборной российской олимпийской команды фигуристов. 25 января было объявлено, что фигурист пропустит Зимние Олимпийски игры в Пекине из-за положительного теста на коронавирус, его заменил Евгений Семененко.

### Сезон 2022—2023
В начале сезона Коляда принял участие в мемориале Панина-Коломенкина. Допустив единственную ошибку — степ-аут на четверном тулупе — спортсмен набрал в сумме 298,49 балла и выиграл турнир.
В октябре 2022 года участвовал в первом этапе российского Гран-при. В короткой программе не исполнял четверных прыжков, однако смог занять промежуточное 1 место. В произвольной Михаил допустил ошибки на пяти элементах, из-за чего опустился на итоговое 4 место.
Следующим соревнованием для Коляды стал четвёртый этап Гран-при России. После короткой программы он шёл на промежуточном 1 месте. В произвольной допустил ряд ошибок и финишировал третьим, уступив Петру Гуменнику и Евгению Семененко.
В конце декабря в Красноярске прошёл чемпионат России, однако Коляда не смог принять в нём участие из-за болезни. Также Коляда пропустил и финал российского Гран-при, состоявшийся в марте 2023 года в Санкт-Петербурге.
После окончания сезона Коляда принял решение приостановить спортивную карьеру.

## Программы
| Программы Михаила Коляды | Программы Михаила Коляды                                                                                     | Программы Михаила Коляды | Программы Михаила Коляды                                                                     |
| Сезон                    | Короткая программа                                                                                           | Произвольная программа | Показательные выступления                                                                    |
| ------------------------ | --- | --- | -------------------------------------------------------------------------------------------- |
| 2022—2023                | - «Pas de Deux» (из балета «Щелкунчик») Пётр Чайковский хореография: Илья Авербух                            | - «Танго в сумасшедшем доме» Альфред Шнитке хореография: Илья Авербух |                                                                                              |
| 2021—2022                | - «Pas de Deux» (из балета «Щелкунчик») Пётр Чайковский хореография: Илья Авербух                            | - «Нуреев. Белый ворон» в исполнении Лиза Батиашвили хореография: Илья Авербух - «Список Шиндлера» (саундтрек) Джон Уильямс хореография: Татьяна Прокофьева, Никита Михайлов | - «Синяя вечность» Муслим Магомаев                                                           |
| 2020—2021                | - «Let’s Get Loud» Дженнифер Лопес в исполнении The Baseballs хореография: Татьяна Прокофьева                | - «Нуреев. Белый ворон» (саундтрек) Илан Эшкери в исполнении Лиза Батиашвили хореография: Илья Авербух                                                                       | - «Une vie d’amour» Шарль Азнавур                                                            |
| 2019—2020                | - «Wind of Change» Scorpions хореография: Ольга Клюшниченко                                                  | - «City Lights» - «The Kid» - «Modern Times» Чарли Чаплин хореография: Ольга Клюшниченко                                                                                     |                                                                                              |
| 2018—2019                | - «I Belong to You» Muse хореография: Стефан Ламбьель                                                        | - «Adagio» (из балета «Кармен-сюита») Жорж Бизе, Родион Щедрин - «Habanera» (из балета «Кармен-сюита») Жорж Бизе хореография: Ольга Клюшниченко                              | - «Nothing Else Matters» Metallica                                                           |
| 2017—2018                | - «Концерт для фортепиано с оркестром № 23» Вольфганг Амадей Моцарт - «Tango» хореография: Ольга Клюшниченко | - «Steamroller Blues» - «Can’t Help Falling In Love» - «Rip It Up» Элвис Пресли хореография: Ольга Клюшниченко                                                               | - «Nothing Else Matters» Metallica - «Баба-Яга» (из «Картинки с выставки») Модест Мусоргский |
| 2016—2017                | - «Танго соловья» Юрий Богословский - «John Gray» Матвей Блантер хореография: Ольга Клюшниченко              | - «Le rêve de la fiancée» (из «La Fiancee Aux Yeux De Bois») Жан Марк Зельвер - «À la lune» (из шоу «Ла Нуба — Cirque du Soleil») хореография: Ольга Клюшниченко             | - «Баба-Яга» (из «Картинки с выставки») Модест Мусоргский - «Hallelujah» Аксель Руди Пелл    |
| 2015—2016                | - «Танго соловья» Юрий Богословский - «John Gray» Матвей Блантер хореография: Ольга Клюшниченко              | - «Кошмар перед Рождеством» Дэнни Эльфман хореография: Ольга Клюшниченко | - «Fever» Элвис Пресли                                                                       |
| 2014—2015                | - «Fever» Элвис Пресли - «A Tap Dancer’s Dilemma» Diablo Swing Orchestra                                     | - «Кошмар перед Рождеством» Дэнни Эльфман |                                                                                              |
| 2013—2014                | - «Маска» Рэнди Эдельман                                                                                     | - «Tango Invierno Porteno» Астор Пьяццолла |                                                                                              |
| 2012—2013                | - «Маска» Рэнди Эдельман                                                                                     | - «Перл-Харбор» Ханс Циммер |                                                                                              |
| 2011—2012                | - «Tango» Gotan Project                                                                                      | - «Спартак» Арам Хачатурян |                                                                                              |

## Спортивные достижения
| Соревнования                          | 11/12                        | 12/13                        | 13/14                        | 14/15                        | 15/16                        | 16/17                        | 17/18                        | 18/19                        | 19/20                        | 20/21                        | 21/22                        | 22/23                        |
| Международные индивидуальные          | Международные индивидуальные | Международные индивидуальные | Международные индивидуальные | Международные индивидуальные | Международные индивидуальные | Международные индивидуальные | Международные индивидуальные | Международные индивидуальные | Международные индивидуальные | Международные индивидуальные | Международные индивидуальные | Международные индивидуальные |
| ------------------------------------- | ---------------------------- | ---------------------------- | ---------------------------- | ---------------------------- | ---------------------------- | ---------------------------- | ---------------------------- | ---------------------------- | ---------------------------- | ---------------------------- | ---------------------------- | ---------------------------- |
| Зимние Олимпийские игры               |                              |                              |                              |                              |                              |                              | 8                            |                              |                              |                              | WD                           |                              |
| Чемпионаты мира                       |                              |                              |                              |                              | 4                            | 8                            | 3                            | 6                            |                              | 5                            |                              |                              |
| Чемпионат Европы                      |                              |                              |                              |                              | 5                            | 3                            | 3                            | 5                            |                              |                              | WD                           |                              |
| Финалы Гран-при                       |                              |                              |                              |                              |                              |                              | 3                            |                              |                              |                              | C                            |                              |
| Этапы Гран-при: Кубок Ростелекома     |                              |                              |                              | WD                           | 5                            | 4                            | 3                            | 4                            |                              | 1                            | 2                            |                              |
| Этапы Гран-при: NHK Trophy            |                              |                              |                              |                              |                              | 5                            |                              |                              | WD                           |                              |                              |                              |
| Этапы Гран-при: Cup of China          |                              |                              |                              |                              |                              |                              | 1                            |                              |                              |                              | С                            |                              |
| Этапы Гран-при. Helsinki              |                              |                              |                              |                              |                              |                              |                              | 4                            |                              |                              |                              |                              |
| Этапы Гран-при: Skate Canada          |                              |                              |                              |                              |                              |                              |                              |                              | WD                           |                              |                              |                              |
| Этапы Гран-при: Италия                |                              |                              |                              |                              |                              |                              |                              |                              |                              |                              | 2                            |                              |
| Мемориал Непелы                       |                              |                              |                              |                              | 2                            |                              | 1                            | 1                            |                              |                              |                              |                              |
| Finlandia Trophy                      |                              |                              |                              |                              |                              | 4                            | 4                            | 1                            |                              |                              | 2                            |                              |
| Золотой конёк Загреба                 |                              |                              |                              |                              |                              |                              |                              | 2                            |                              |                              |                              |                              |
| Challenge Cup                         |                              |                              |                              |                              |                              |                              |                              |                              |                              | 1                            |                              |                              |
| Турнир в Австрии                      |                              |                              |                              |                              | 1                            |                              |                              |                              |                              |                              |                              |                              |
| Турнир в Словении                     |                              |                              | 1                            |                              |                              |                              |                              |                              |                              |                              |                              |                              |
| Турнир в Валь-Гардена                 |                              |                              | 3                            | 1                            |                              |                              |                              |                              |                              |                              |                              |                              |
| Tallink Hotels Cup                    |                              |                              |                              |                              |                              |                              |                              | 1                            |                              |                              |                              |                              |
| Ice Star                              |                              |                              |                              |                              |                              |                              |                              |                              |                              | 1                            |                              |                              |
| Кубок Volvo                           |                              | 2                            |                              |                              |                              |                              |                              |                              |                              |                              |                              |                              |
| Мемориал Зайбта                       |                              |                              |                              |                              | 1                            |                              |                              |                              |                              |                              |                              |                              |
| Международные командные               |                              |                              |                              |                              |                              |                              |                              |                              |                              |                              |                              |                              |
| Зимние Олимпийские игры               |                              |                              |                              |                              |                              |                              | 2                            |                              |                              |                              | WD                           |                              |
| Командные чемпионаты мира             |                              |                              |                              |                              |                              | 2                            |                              | WD                           |                              | 1                            |                              |                              |
| Team Challenge Cup                    |                              |                              |                              |                              | 2                            |                              |                              |                              |                              |                              |                              |                              |
| Национальные                          |                              |                              |                              |                              |                              |                              |                              |                              |                              |                              |                              |                              |
| Чемпионат России                      |                              | 7                            | WD                           |                              | 2                            | 1                            | 1                            | 2                            | WD                           | 1                            | 2                            |                              |
| Первенство России среди юниоров       | 6                            | 1                            | 5                            |                              |                              |                              |                              |                              |                              |                              |                              |                              |
| Финал Кубка России                    | 1 J.                         |                              | 4                            |                              |                              |                              |                              |                              |                              |                              |                              |                              |
| Этапы Кубка России. I этап            |                              |                              |                              |                              | 1                            |                              |                              |                              |                              |                              |                              |                              |
| Этапы Кубка России. II этап           |                              | 1                            |                              |                              |                              |                              |                              |                              |                              |                              |                              |                              |
| Этапы Кубка России. III этап          |                              | 2                            | 2                            |                              |                              |                              |                              |                              |                              | 1                            |                              |                              |
| Этапы Кубка России. IV этап           | 9 J.                         | 1 J.                         | 2                            |                              |                              |                              |                              |                              |                              |                              |                              |                              |
| Этапы Кубка России. V этап            | 1 J.                         |                              |                              |                              | 1                            |                              |                              |                              |                              |                              |                              |                              |
| Этапы Гран-При России. I этап         |                              |                              |                              |                              |                              |                              |                              |                              |                              |                              |                              | 4                            |
| Этапы Гран-При России. IV этап        |                              |                              |                              |                              |                              |                              |                              |                              |                              |                              |                              | 3                            |
| Этапы Кубка Санкт-Петербурга. I этап  |                              | 2                            |                              |                              | 1                            |                              | 1                            |                              |                              |                              |                              |                              |
| Этапы Кубка Санкт-Петербурга. II этап |                              |                              |                              |                              |                              | 1                            |                              |                              |                              |                              |                              |                              |
| Мемориал Н. А. Панина                 | 3                            | 1                            |                              |                              | 2                            | 1                            |                              |                              |                              |                              | 1                            | 1                            |
| Чемпионат Санкт-Петербурга            | WD                           |                              |                              | 1                            |                              | WD                           |                              |                              |                              |                              |                              |                              |
| Национальные командные                |                              |                              |                              |                              |                              |                              |                              |                              |                              |                              |                              |                              |
| Кубок Первого канала                  |                              |                              |                              |                              |                              |                              |                              |                              |                              | 2                            | 1                            |                              |
| Чемпионат России по прыжкам           |                              |                              |                              |                              |                              |                              |                              |                              |                              |                              |                              | 3                            |
| Международные среди юниоров           |                              |                              |                              |                              |                              |                              |                              |                              |                              |                              |                              |                              |
| Чемпионат мира (юниоры)               |                              | 6                            |                              |                              |                              |                              |                              |                              |                              |                              |                              |                              |
| Юниорский этап Гран-при: Австралия    | 4                            |                              |                              |                              |                              |                              |                              |                              |                              |                              |                              |                              |
| Юниорский этап Гран-при: Эстония      |                              |                              | 2                            |                              |                              |                              |                              |                              |                              |                              |                              |                              |
| Юниорский этап Гран-при: Франция      |                              | 6                            |                              |                              |                              |                              |                              |                              |                              |                              |                              |                              |
| Юниорский этап Гран-при: Словакия     |                              |                              | 3                            |                              |                              |                              |                              |                              |                              |                              |                              |                              |

### Подробные результаты
Примечание. Цветом выделены медали. На чемпионатах ISU награждают малыми медалями за короткую и произвольную программу. 
Текущие личные рекорды по системе ISU выделены жирным.
| Подробные результаты выступлений Михаила Коляды с 2015 по 2023 годы | Подробные результаты выступлений Михаила Коляды с 2015 по 2023 годы | Подробные результаты выступлений Михаила Коляды с 2015 по 2023 годы | Подробные результаты выступлений Михаила Коляды с 2015 по 2023 годы | Подробные результаты выступлений Михаила Коляды с 2015 по 2023 годы |
| Дата                                                                | Соревнование                                                        | КП                                                                  | ПП                                                                  | Общая                                                               |
| Сезон 2022—2023                                                     | Сезон 2022—2023                                                     | Сезон 2022—2023                                                     | Сезон 2022—2023                                                     | Сезон 2022—2023                                                     |
| ------------------------------------------------------------------- | ------------------------------------------------------------------- | ------------------------------------------------------------------- | ------------------------------------------------------------------- | ------------------------------------------------------------------- |
| 11—13 ноября 2022                                                   | Этапы Гран-при России. IV этап — «Московские звёзды», Москва        | 1 102,68                                                            | 3 167,83                                                            | 3 270,51                                                            |
| 21—23 октября 2022                                                  | Этапы Гран-при России. I этап — «Золотой конёк Москвы», Москва      | 1 95,27                                                             | 5 141,95                                                            | 4 237,22                                                            |
| 5—8 октября 2022                                                    | Мемориал Н. А. Панина-Коломенкина 2022                              | 1 106,32                                                            | 1 192,17                                                            | 1 298,49                                                            |
| Сезон 2021—2022                                                     |                                                                     |                                                                     |                                                                     |                                                                     |
| 21–26 декабря 2021                                                  | Чемпионат России 2022                                               | 5 94,25                                                             | 1 189,44                                                            | 2 283,70                                                            |
| 26–28 ноября 2021                                                   | Rostelecom Cup 2021                                                 | 4 84,48                                                             | 1 180,16                                                            | 2 264,64                                                            |
| 5–7 ноября 2021                                                     | Гран-при Италии 2021                                                | 4 92,30                                                             | 2 181,25                                                            | 2 273,55                                                            |
| 7–10 октября 2021                                                   | Finlandia Trophy 2021                                               | 3 82,75                                                             | 2 174,23                                                            | 2 256,98                                                            |
| Сезон 2020—2021                                                     |                                                                     |                                                                     |                                                                     |                                                                     |
| 15–18 апреля 2021                                                   | Командный чемпионат мира 2021                                       | 5 93,42                                                             | 3 180,72                                                            | 1К / 3Л 274,14                                                      |
| 22–28 марта 2021                                                    | Чемпионат мира 2021                                                 | 4 93,52                                                             | 5 178,52                                                            | 5 272,04                                                            |
| 25–28 февраля 2021                                                  | Challenge Cup 2021                                                  | 1 84,99                                                             | 1 185,18                                                            | 1 270,17                                                            |
| 5–7 февраля 2021                                                    | Кубок Первого канала 2021                                           | 1 105,42                                                            | 2 195,02                                                            | 2К / 1Л 300,44                                                      |
| 23–27 декабря 2020                                                  | Чемпионат России 2021                                               | 1 102,48                                                            | 1 193,67                                                            | 1 296,15                                                            |
| 20–22 ноября 2020                                                   | Rostelecom Cup 2020                                                 | 3 93,34                                                             | 1 188,55                                                            | 1 281,89                                                            |
| 29 октября — 1 ноября 2020                                          | Ice Star 2020                                                       | 1 102,53                                                            | 1 166,82                                                            | 1 269,35                                                            |
| 23–27 октября 2020                                                  | Этап Кубка России. III этап — Сочи                                  | 1 101,72                                                            | 2 181,72                                                            | 1 283,44                                                            |
| Сезон 2018—2019                                                     |                                                                     |                                                                     |                                                                     |                                                                     |
| 18–24 марта 2019                                                    | Чемпионат мира 2019                                                 | 10 84,23                                                            | 6 178,21                                                            | 6 262,44                                                            |
| 22–24 февраля 2019                                                  | Tallink Hotels Cup 2019                                             | 1 93,63                                                             | 1 140,12                                                            | 1 233,75                                                            |
| 21–27 января 2019                                                   | Чемпионат Европы 2019                                               | 1 100,49                                                            | 11 140,38                                                           | 5 240,87                                                            |
| 19–23 декабря 2018                                                  | Чемпионат России 2019                                               | 2 94,70                                                             | 3 173,70                                                            | 2 268,40                                                            |
| 5–8 декабря 2018                                                    | Золотой конёк Загреба 2018                                          | 1 97,04                                                             | 2 156,10                                                            | 2 253,14                                                            |
| 16–18 ноября 2018                                                   | Rostelecom Cup 2018                                                 | 8 69,10                                                             | 4 156,32                                                            | 4 225,42                                                            |
| 2–4 ноября 2018                                                     | Гран-при Хельсинки 2018                                             | 6 81,76                                                             | 4 157,03                                                            | 4 238,79                                                            |
| 4–7 октября 2018                                                    | Finlandia Trophy 2018                                               | 1 85,20                                                             | 1 165,38                                                            | 1 250,58                                                            |
| 19–22 сентября 2018                                                 | Мемориал Ондрея Непелы 2018                                         | 1 96,82                                                             | 1 177,55                                                            | 1 274,37                                                            |
| Сезон 2017—2018                                                     |                                                                     |                                                                     |                                                                     |                                                                     |
| 19–25 марта 2018                                                    | Чемпионат мира 2018                                                 | 2 100,08                                                            | 4 172,24                                                            | 3 272,32                                                            |
| 14–25 февраля 2018                                                  | Зимние Олимпийские игры 2018                                        | 8 86,69                                                             | 7 177,56                                                            | 8 264,25                                                            |
| 9–12 февраля 2018                                                   | Зимние Олимпийские игры 2018 (командные соревнования)               | 8 74,36                                                             | 2 173,57                                                            | 2 (команда)                                                         |
| 15–21 января 2018                                                   | Чемпионат Европы 2018                                               | 4 83,41                                                             | 3 175,49                                                            | 3 258,90                                                            |
| 21–24 декабря 2017                                                  | Чемпионат России 2018                                               | 2 101,62                                                            | 1 179,54                                                            | 1 281,16                                                            |
| 7–10 декабря 2017                                                   | Финал Гран-при 2017/18                                              | 3 99,22                                                             | 3 182,78                                                            | 3 282,00                                                            |
| 3–5 ноября 2017                                                     | Cup of China 2017                                                   | 1 103,13                                                            | 3 176,25                                                            | 1 279,38                                                            |
| 20–22 октября 2017                                                  | Rostelecom Cup 2017                                                 | 4 85,79                                                             | 3 185,27                                                            | 3 271,06                                                            |
| 6–8 октября 2017                                                    | Finlandia Trophy 2017                                               | 1 90,45                                                             | 5 158,05                                                            | 4 248,50                                                            |
| 21–23 сентября 2017                                                 | Мемориал Ондрея Непелы 2017                                         | 10 66,65                                                            | 1 181,16                                                            | 1 247,81                                                            |
| Сезон 2016—2017                                                     |                                                                     |                                                                     |                                                                     |                                                                     |
| 20–23 апреля 2017                                                   | Командный чемпионат мира 2017                                       | 4 95,37                                                             | 5 184,04                                                            | 2К / 4Л 279,41                                                      |
| 29 марта — 2 апреля 2017                                            | Чемпионат мира 2017                                                 | 7 93,28                                                             | 9 164,19                                                            | 8 257,47                                                            |
| 25–29 января 2017                                                   | Чемпионат Европы 2017                                               | 4 83,96                                                             | 3 166,22                                                            | 3 250,18                                                            |
| 20–26 декабря 2016                                                  | Чемпионат России 2017                                               | 1 95,33                                                             | 1 188,15                                                            | 1 283,48                                                            |
| 25–27 ноября 2016                                                   | NHK Trophy 2016                                                     | 4 78,18                                                             | 6 147,51                                                            | 5 225,69                                                            |
| 4–6 ноября 2016                                                     | Rostelecom Cup 2016                                                 | 3 90,28                                                             | 6 155,02                                                            | 4 245,30                                                            |
| 6–9 октября 2016                                                    | Finlandia Trophy 2016                                               | 4 80,20                                                             | 5 139,35                                                            | 4 219,55                                                            |
| Сезон 2015—2016                                                     |                                                                     |                                                                     |                                                                     |                                                                     |
| 22–24 апреля 2016                                                   | Team Challenge Cup 2016                                             | 6 70,60                                                             | 4 165,48                                                            | 2 (команда)                                                         |
| 28 марта — 3 апреля 2016                                            | Чемпионат мира 2016                                                 | 6 89,66                                                             | 5 178,31                                                            | 4 267,97                                                            |
| 23–27 февраля 2016                                                  | Мемориал Зайбта 2016                                                | 2 71,41                                                             | 1 155,12                                                            | 1 226,53                                                            |
| 26–31 января 2016                                                   | Чемпионат Европы 2016                                               | 9 77,58                                                             | 3 159,00                                                            | 5 236,58                                                            |
| 22–27 декабря 2015                                                  | Чемпионат России 2016                                               | 2 90,55                                                             | 2 170,18                                                            | 2 260,73                                                            |
| 20–22 ноября 2015                                                   | Cup of Russia 2015                                                  | 5 79,64                                                             | 3 168,33                                                            | 5 247,97                                                            |
| 27 октября — 1 ноября 2015                                          | Icechallenge 2015                                                   | 3 74,86                                                             | 1 164,91                                                            | 3 239,77                                                            |
| 1–3 октября 2015                                                    | Мемориал Ондрея Непелы 2015                                         | 1 84,33                                                             | 4 145,26                                                            | 2 229,59                                                            |

## Образование
В 2016 году Коляда окончил бакалавриат Национального государственного университета физической культуры, спорта и здоровья им. П. Ф. Лесгафта в Санкт-Петербурге и поступил на магистратуру, которую закончил через два года.